# Хмелита (Смоленская область)
 Хмели́та — село в Смоленской области России, административный центр Хмелитского сельского поселения в Вяземском районе области.
Село расположено в восточной части области в 33 км к северо-западу от районного центра, по правую сторону от автодороги Вязьма — Холм-Жирковский.

## История
В 16 веке селом владели князья Буйносовы-Ростовские.
Известно как минимум с 1680 года, как родовое имение Грибоедовых. В конце XVIII — начале XIX века имением владел Алексей Фёдорович Грибоедов, родной дядя Грибоедова А. С. — известного русского поэта, драматурга, дипломата и композитора. Александр Сергеевич проводил летнее время в имении своего дяди. Считается, что персонаж Фамусова в комедии «Горе от ума» списан именно с него.

## Достопримечательности
Хмелита — центр государственного историко-культурного и природного музея-заповедника А. С. Грибоедова
- Дом с флигелями, церковь, парк с прудами в бывшей усадьбе Грибоедовых, середина XVIII века.
- Церковь Казанской Иконы Божьей матери, 1767 год.
- Курганная группа юго-западнее дороги Хмелита-Спас.
- Музей А. С. Грибоедова.
- На территории музея-заповедника расположено бывшее сельцо Городок, в котором родился П. С. Нахимов — великий русский флотоводец, герой Синопского сражения.

В музее-усадьбе традиционно в конце мая проводится Грибоедовский праздник с насыщенной развлекательной и познавательной программой.